# Sylvia Skan
 Sylvia Skan  (* 15. August 1897 in Bickenhill, West Midlands (Metropolitan County), England; † 10. Juni 1972) war eine britische Mathematikerin. Sie ist bekannt für ihre Arbeiten zur Aerodynamik, insbesondere für die Falkner-Skan-Grenzschicht in der Strömungsmechanik des Luftstroms an einem keilförmigen Hindernis vorbei und für die damit verbundene Falkner-Skan-Gleichung.

## Leben und Werk
Skan wurde als ältestes von fünf Kindern des Botanikers Sidney Alfred Skan und seiner Frau Jane Alkins geboren. Zum Zeitpunkt der Volkszählung von 1901 lebte die Familie in Richmond, Surrey; zum Zeitpunkt der Volkszählung von 1911 lebten sie in Twickenham, Middlesex, England. Sie lernte Mathematik und Physik auf einem sehr hohen Niveau, denn ab 1923 arbeitete sie in der Aerodynamikabteilung des National Physical Laboratory. Sie scheint jedoch keinen Universitätsabschluss erworben zu haben, was nicht unbedingt bedeutet, dass sie weder die Oxford University noch die Cambridge University besucht hat, da Frauen zu diesem Zeitpunkt keine offiziellen Abschlüsse erhalten haben. Eine weitere Tatsache über ihre Ausbildung ist, dass sie mehrere Sprachen gelernt haben muss, um später französische, deutsche und russische Papiere zu übersetzen. Neben den mitverfassten Forschungsarbeiten, von denen 17 sie als Erstautorin auflisteten, umfassten ihre Arbeiten Übersetzungen von Forschungsarbeiten aus dem Französischen, Deutschen und Russischen ins Englische und ein zweibändiges Buch „Handbook for Computers“, der die für menschliche Computer benötigte Mathematik beschreibt.

## Veröffentlichungen (Auswahl)
- Richard Vynne Southwell, Sylvia W Skan:  On the Stability under Shearing Forces of a Flat Elastic Strip, Proceedings of the Royal Society, 1924
- William Lewis Cowley, Sylvia W Skan:  A simplified analysis of the stability of aeroplanes, 1930
- William Lewis Cowley, Sylvia W Skan: A study of polynomial equations, 1930
- V. M. Falkner and Sylvia W Skan: Some approximate solutions of the boundary layer equations, 1930
- Newby Curle, Sylvia W Skan: Calculated Leading-Edge Laminar Separations from some RAE Aerofoils, 1960
- Sylvia W Skan: Handbook for computers, Department of Scientific & Industrial Research, 1954
- Newby Curle, Sylvia W Skan: Approximate methods for predicting separation properties of laminar boundary layers, 1957
- Newby Curle, Sylvia W Skan: Calculated Leading-Edge Laminar Separations from some RAE Aerofoils, 1960